# Џон Дејвид Вошингтон
Џон Дејвид Вошингтон (енгл. John David Washington, рођен 28. јула 1984. у Лос Анђелесу, САД) амерички је филмски и телевизијски глумац. Његова најпознатија улога је улога главног протагонисте у шпијунском филму Кристофера Нолана Тенет из 2020. године.
Син је познатог америчког глумца Дензела Вошингтона.